# Rouilly-Saint-Loup
Rouilly-Saint-Loup é uma comuna francesa na região administrativa de Grande Leste, no departamento de Aube. Estende-se por uma área de 11,26 km². Em 2010 a comuna tinha 558 habitantes (densidade: 49,6 hab./km²).